# Barking Abbey
Koordinaten: 51° 32′ 8″ N, 0° 4′ 31″ O

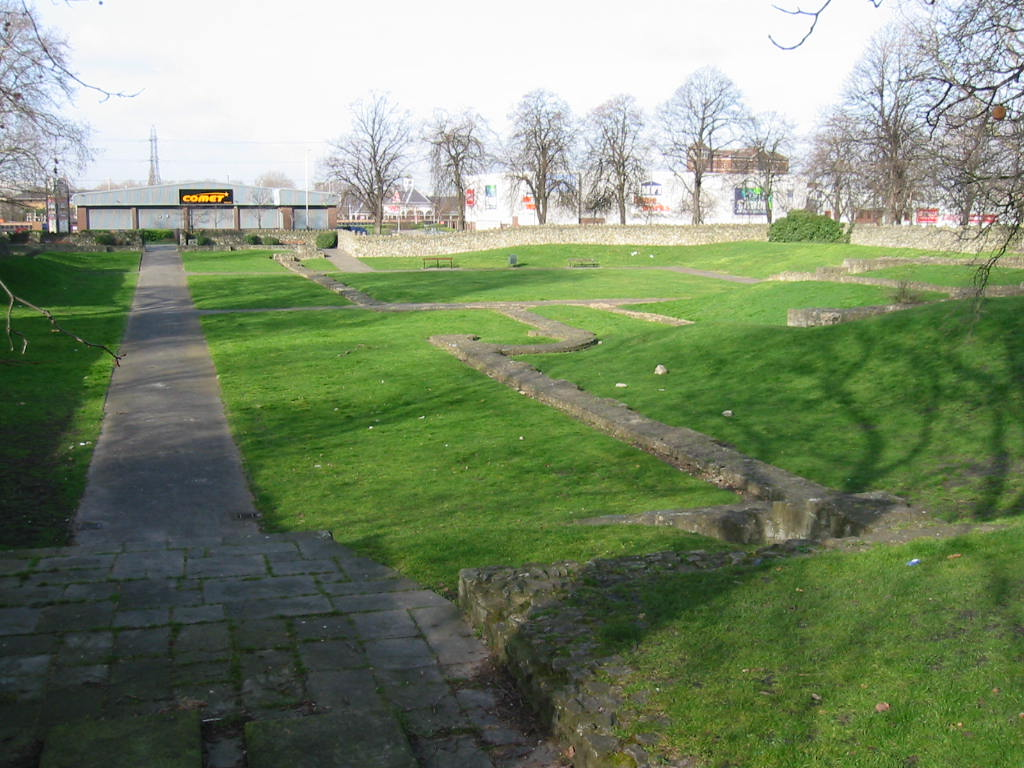
Ruinen des Klosters Barking

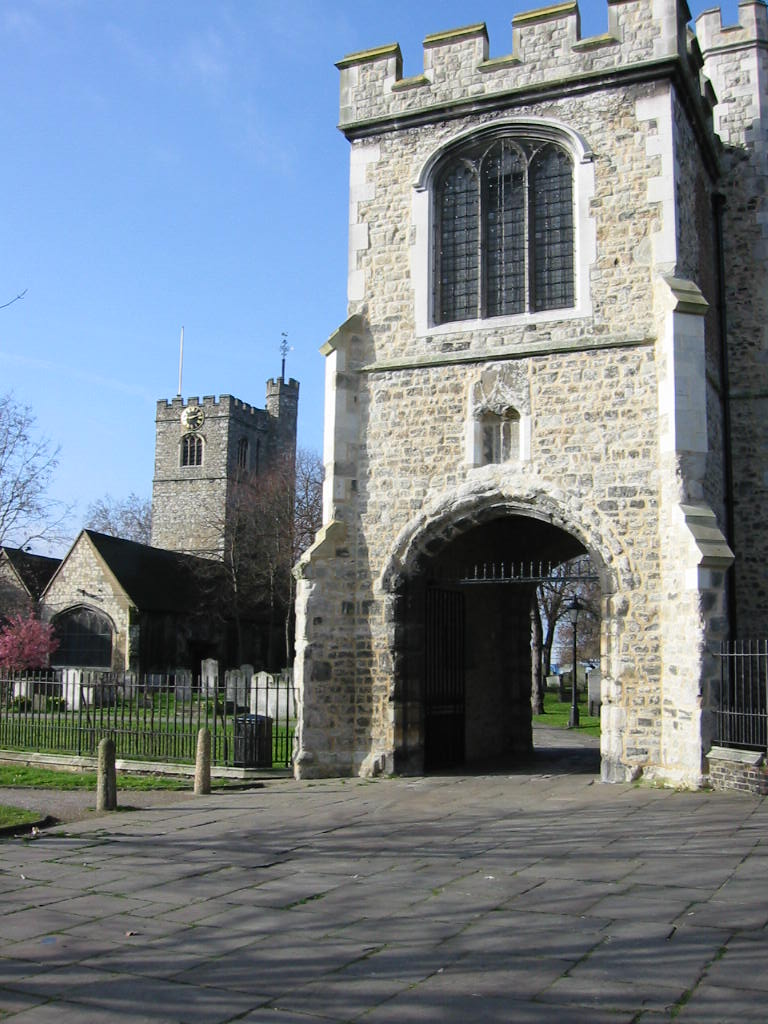
Glockenturm des Klosters Barking

Barking Abbey war ursprünglich ein Doppelkloster, gegründet im angelsächsischen Königreich Essex. Nach verschiedenen Gemeindereformen befindet sich der Ort der Ruinen des Klosters heute im Londoner Stadtteil Barking and Dagenham.

## Geschichte
Erkenwald, Bischof von London, errichtete Barking Abbey im Jahre 666 für seine später heiliggesprochene Schwester Ethelburga, die auch erste Äbtissin des Doppelklosters war. Auf Grund des ursprünglichen Ortsnamens, In-Berecingum, kann davon ausgegangen worden, dass sich das Kloster an einem Ort von zentraler Wichtigkeit für die umwohnende Bevölkerung befand.
Ethelburgas Nachfolgerin als Äbtissin Hildelith, gestorben nach 716, widmete Aldhelm seine Abhandlung über die Jungfräulichkeit. Ausgrabungen belegen den Wohlstand unter Hildelith.
Einer späteren Überlieferung zufolge soll das Kloster Barking 870 durch die Wikinger geplündert worden sein. Es war jedoch in der ersten Hälfte des 10. Jahrhunderts noch immer in der Lage, Glaswaren herzustellen, und wichtig genug, um zwischen 946 und 951 eine Hinterlassenschaft zu erhalten. In der zweiten Hälfte des 10. Jahrhunderts gründete König Edgar das Kloster als Benediktinerinnenkloster neu, wobei St. Wulfhild die erste Äbtissin wurde.
Das Kloster Barking war während des Baus des Towers von London Aufenthaltsort Wilhelms des Eroberers unmittelbar nach seiner Krönung im Dezember des Jahres 1066. Unter den normannischen Königen gehörten die Nonnen der Abtei dem Hochadel an. Die Äbtissinnen hatten durch ihr Amt den Rang eines Barons und wurden bis 1214 vom König ernannt, erst danach wurden sie auf Druck des Papstes vom Konvent gewählt. Mehrere Mitglieder des Konvents verfassten Chroniken, darunter eine Sammlung von Heiligenlegenden. Clemence of Barking schrieb eine Biografie der heiligen Katharina und eine weitere Nonne eine Biografie von König Eduard dem Bekenner.
Im Zuge der Reformation wurde das Kloster 1541 auf Befehl Heinrichs VIII. aufgelöst. Die Gebäude wurden daraufhin als Steinbruch genutzt. Später wurde ein Bauernhof auf dem Gelände eingerichtet.
Heute heißt ein Wahlkreis des Stadtteils Barking and Dagenham Abbey, nach den ausgegrabenen Ruinen des Klosters.